# Tuxentius margaritaceus
Tuxentius margaritaceus е вид пеперуда от семейство Синевки (Lycaenidae). Видът не е застрашен от изчезване.

## Разпространение
Разпространен е в Ангола, Демократична република Конго, Камерун, Кения, Нигерия, Танзания, Уганда и Южен Судан.